# IC 2163
La galàxia més gran de la imatge de la dreta és NGC 2207 i la més petita a la dreta és IC 2163. Fortes forces de marea d'IC 2163 han distorsionat la forma llançant als estels i gas en llargues cintes d'estirament de cent mil anys llum cap a la vora dreta de la imatge.
NGC 2207 i IC 2163 són un parell de galàxies espirals interactuant al voltant de 80 milions d'anys llum de distància en la constel·lació de Canis major. Ambdues galàxies van ser descobertes per John Herschel el 1835.
El novembre de 1999, el Telescopi Espacial Hubble va fotografiar aquestes galàxies i, a l'abril de 2006, el Telescopi Espacial Spitzer també ho va fer.